# 三個麻瓜
三個麻瓜（英語：threemuggles）是由親姊妹方妤、方薆與朋友小兵於2019成立的YouTube頻道，頻道以街訪、遊戲挑戰、調查、旅行Vlog、一週挑戰為題材影片。

## 簡介
方妤和方薆是親姊妹，喜歡打籃球，方妤大學時期曾經參加過大專籃球聯賽，小兵與方薆同校因打籃球而認識，大學畢業後，三人同公司就職，後來方妤喜歡拍片提議當YouTuber而離職，並於2019年5月13日正式成立頻道「三個麻瓜」。
頻道初期以麻瓜調查為主，後來開始有街訪、團康遊戲挑戰影片，以街訪系列影片最受歡迎。
另外，在達到一萬訂閱時，由粉絲們投稿及投票，正式將粉絲正名為「小麻吉」；也根據投票將小兵—小兵塊、方妤—小妤兒、方薆—小薆心這些粉絲名選出。
方薆也在生日養了一隻烏龜「呀比」，在2024年初養了一隻倉鼠「啵比」。
家人
方妤和方薆的媽媽有時會擔任小幫手，幫忙幕後工作，因而獲得了「藏鏡人」的別名，成為影片中一個溫馨的小段落。也有一個可愛的名字叫鳳梨姊姊。
顏色
三個麻瓜每一個人都有各自的代表色。當方妤講話時，影片中的字幕會變成粉紅色，小兵的是藍色，方薆的是黃色，而她們的經紀人Jacky的是棕色。與其相似的還有時不時出現的巫師袍，方妤的巫師袍鑲紅邊，小兵的鑲藍邊，而方薆的鑲綠邊。
霍格華茲學院
與巫師袍相應，也照成員個性分配，方妤為葛來分多、小兵為雷文克勞、方薆為史萊哲林。
頻道名字
「麻瓜」，意為不會魔法的普通人，寓意希望帶給大家平凡的歡樂。

## 外部連結
- 三個麻瓜 YouTube
- 三個麻瓜的Facebook專頁
- 三個麻瓜的Instagram帳戶
- 麻瓜方妤  YouTube
- 方方妤的Instagram帳戶
- 麻瓜方妤的Facebook專頁
- 麻瓜小兵的Facebook專頁
- 麻瓜小兵  YouTube
- 舊的麻瓜小兵的Instagram帳戶
- 麻瓜小兵的Instagram帳戶 （页面存档备份，存于）
- 方薆的Instagram帳戶
- 麻瓜方薆的Facebook專頁 （页面存档备份，存于）